# Ostseestadion
Ostseestadion (svenska: Östersjöstadion), mellan 2007 och 2015 i sponsorsammanhang kallad DKB-Arena , är en fotbollsanläggning i Rostock i Mecklenburg-Vorpommern i Tyskland. Den är hemmaplan för FC Hansa Rostock. Ostseestadion invigdes 1954, och byggdes 2000–2001 om till en ny modern anläggning som återinvigdes i samband med seriepremiären i augusti 2001.

## Data
- Publikkapacitet: 29 000, varav 20 000 sittplatser.